# Плюсса (рабочий посёлок)
Плю́сса — рабочий посёлок (посёлок городского типа) в Псковской области России.
Административный центр Плюсского района, а также городского поселения Плюсса.

## География
Расположен на реке Плюсса (бассейн Нарвы), в 91 км к северо-востоку от Пскова. Железнодорожная станция на линии Луга — Псков.

## История

### IX—XVIII века
Заселение славянами (ильменскими словенами) территории верховьев реки Плюссы, на которой находится современный одноимённый посёлок, датируется IX—X веками, когда был сформирован Которский погост (в районе современной деревни Которск в 9 км к востоку от пгт Плюсса). В писцовых книгах Матвея Ивановича Валуева 1497/8 гг. описаны две деревни Плюса: одна в Хмерском погосте в поместье Нащокиных (на левом берегу реки Плюссы), другая в Которском погосте в общем владении помещиков Заболоцких и своеземцев (на правом берегу реки Плюссы). В писцовой книге Ивана Григорьевича Белеутова 1550/1 года в Хмерском погосте за помещиками Нащокиными было записано уже сельцо Плюса с церковью Воскресения Христова. Летом 1572 г. по ввозным грамотам: сельцо Плюсо с церковью Воскресения Христова в Хмерском погосте переходит вдове Василисе Нащокиной, село Плюса в Которском погосте — Хотену Дубровскому и вдове Ульяне Оникиевой, общая с земцами Семеном и Петром Олферьевыми деревня Плюса в Которском погосте — Ивану и Гвоздю Свербеевым. По писцовой книге Леонтия Ивановича Аксакова 1581/2 г. сельцо Плюса и церковь Воскресения Христова в Хмерском погосте в Ливонскую войну сожгли литовские люди, превратилось в пустошь сельцо Плюса и в Которском погосте. Заселилась вновь Плюса нескоро. В Хмерском погосте — с 1629 по 1678 г., в Которском — к 1748 г.
В середине XIX века в период строительства железной дороги Санкт-Петербург — Варшава возникла станция Плюсская (в 1859 году).
В 1870 году временнообязанные крестьяне деревни Плюсса выкупили свои земельные наделы у А. Н. Тирана и стали собственниками земли
Административно входила в состав Запольской волости Лужского уезда Санкт-Петербургской губернии.
Нынешний посёлок образован в результате слияния одноимённых деревни и станции.

### XX век

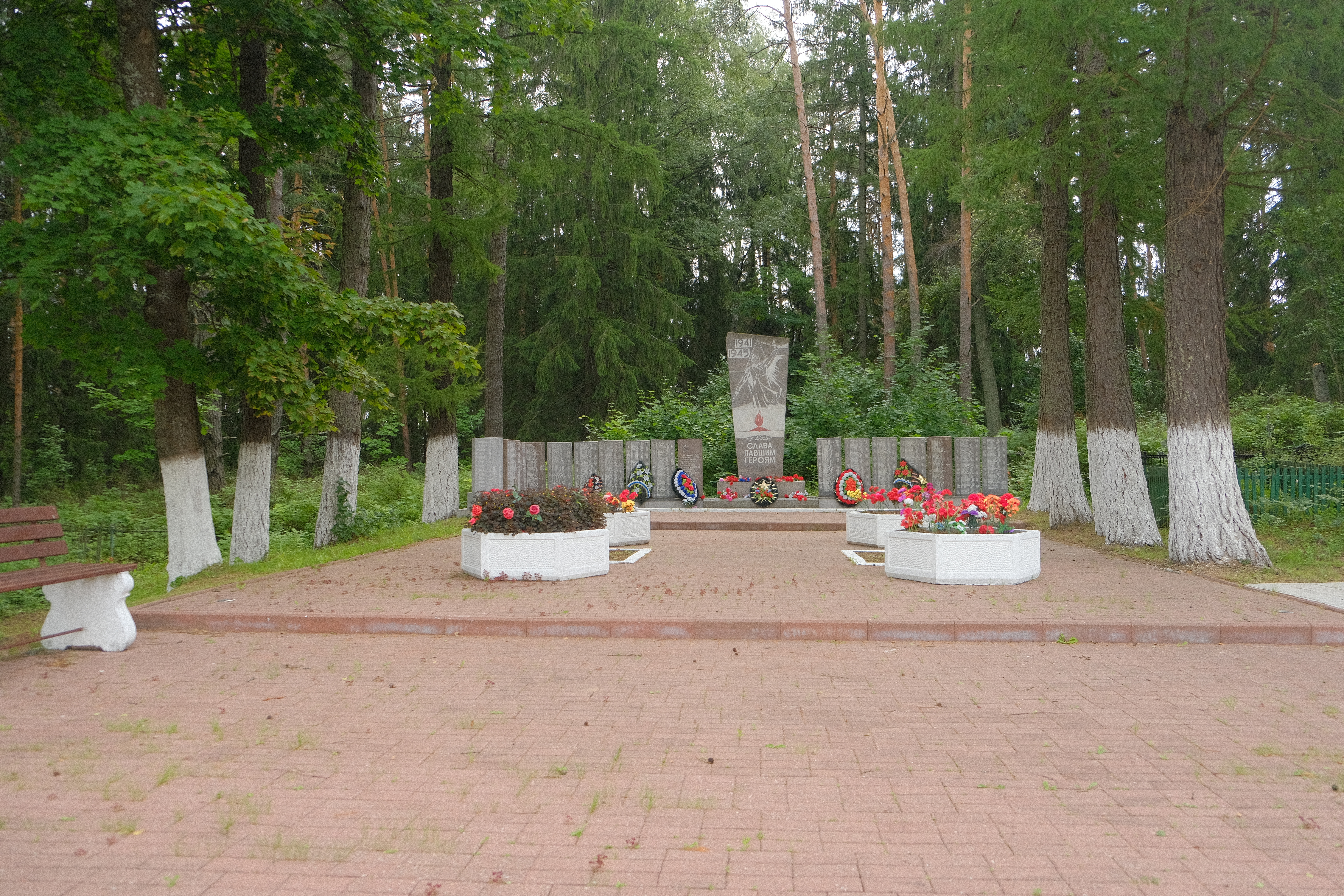
Братская могила воинов Красной армии и партизан, погибших при обороне Плюссы в 1941 году, партизанских боях в 1943 году и освобождении в 1944 году

С 1927 г. — центр Плюсского района Лужского округа Ленинградской области. С 1930 г. после упразднения округов центр Плюсского района Ленинградской области. В годы Великой Отечественной войны на территории Плюсского района существовало массовое партизанское движение. Станция Плюсса была захвачена немецко-фашистскими войсками 12 июля 1941 года. В ходе Битвы за Ленинград за поселок и станцию шли ожесточённые бои (см. боевые действия 3-го мотострелкового полка 3-й танковой дивизии). В течение 12—20 июля Плюсса неоднократно переходила из рук в руки. Окончательно станция и посёлок Плюсса были оставлены советскими войсками лишь 20 июля 1941 года. Освобождена войсками Ленинградского фронта и партизанами 18 февраля 1944 года. 23 августа 1944 года Плюсский район был включён в состав Псковской области. В 1963 году утратила статус райцентра в связи с упразднением района, который был восстановлен в 1965 году.
Статус посёлка городского типа (рабочего посёлка) селу Плюсса был присвоен решением Псковского облисполкома от 5 марта 1971 года.

## Население
| 1939  | 1959  | 1970  | 1979  | 1989  | 2001  | 2002  | 2009  | 2010  |
| ----- | ----- | ----- | ----- | ----- | ----- | ----- | ----- | ----- |
| 1978  | ↘1964 | ↗2378 | ↗3981 | ↗4315 | ↘3856 | →3856 | ↘3406 | ↗3450 |
| 2011  | 2012  | 2013  | 2014  | 2015  | 2016  | 2017  | 2018  | 2019  |
| ↘3437 | ↘3283 | ↘3129 | ↘2986 | ↘2908 | ↘2849 | ↘2768 | ↘2680 | ↘2613 |
| 2020  | 2021  |       |       |       |       |       |       |       |
| ↘2543 | ↘2424 |       |       |       |       |       |       |       |

## Экономика
Среди промышленных предприятий посёлка — деревообрабатывающий комбинат, леспромхоз, лесхоз. В посёлке имеются магазины торговых сетей «Магнит», «Пятёрочка», «Дикси», более двадцати магазинов разного назначения (продовольственные, промтоварные, автозапчастей и др.), автозаправочные станции, а также рынок.
В Плюссе располагается районный узел почтовой связи. Существует стационарная телефонная сеть, единая для Плюссы и района. Услуги мобильной телефонной связи предоставляют Мегафон, МТС, Билайн и Теле2.

## Транспорт
Есть железнодорожная станция. Через железнодорожную станцию проходят пригородные поезда Псков — Луга — Псков, а также поезда «Ласточка», курсирующие ежедневно между Санкт-Петербургом и Псковом (по пятницам, выходным и праздничным дням часть поездов следует до станции Печоры-Псковские).
Автобусное сообщение по Плюсскому району, есть также маршруты на Псков, Струги Красные и Лугу.

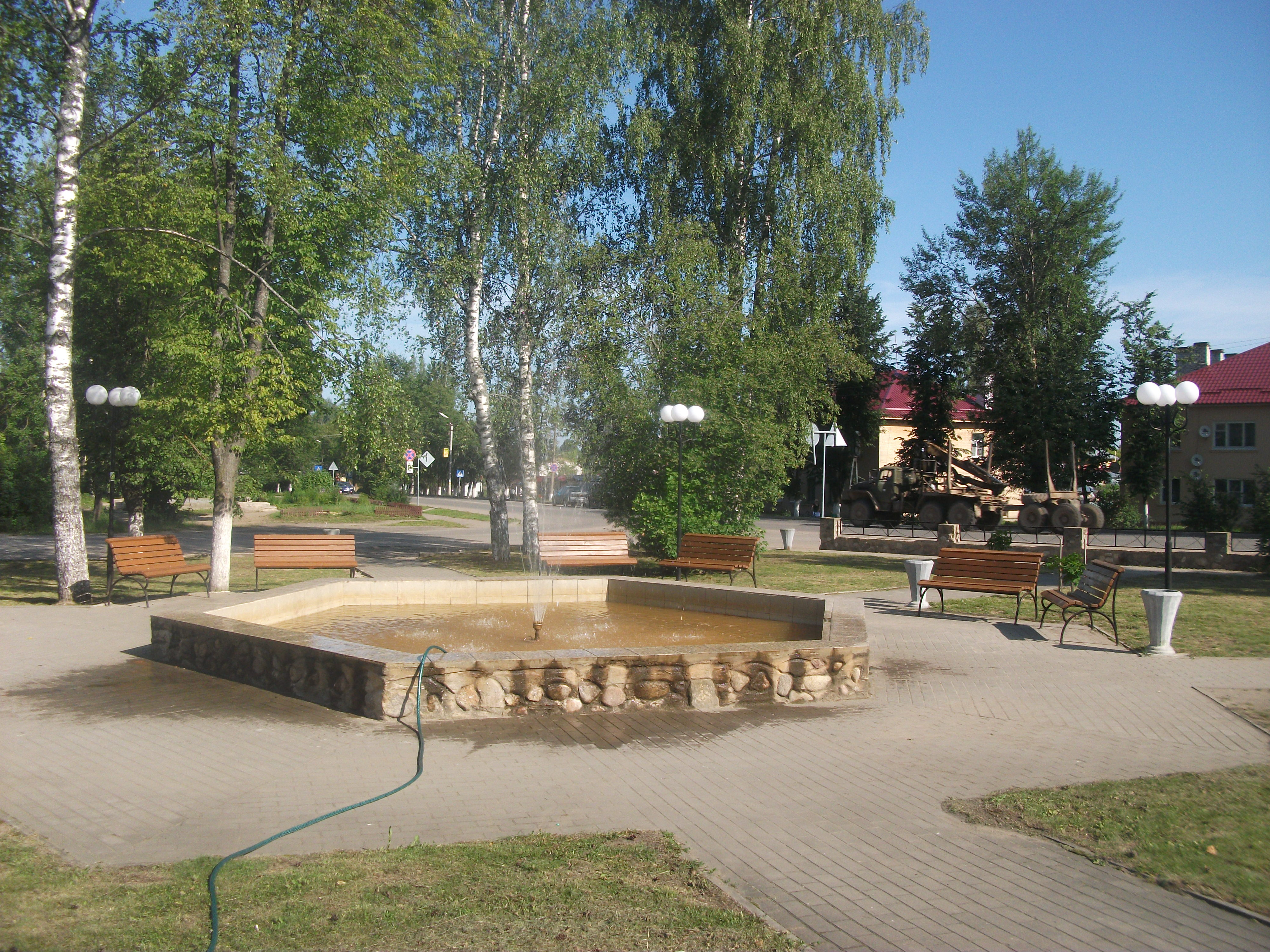
Улица Ленина, часть автодороги Заполье — Гдов

## Культура, религия, достопримечательности
В посёлке находится Плюсская средняя общеобразовательная школа, центральная районная больница Плюсского района. Имеется храм Русской православной церкви.
Плюсса достопримечательностей не имеет, зданий дореволюционной и даже довоенной застройки почти не сохранилось. Однако сам посёлок и район в целом используются в целях агрорекреации, в основном жителями Санкт-Петербурга и его окрестностей. В посёлке имеется гостиница, большая часть которой ныне сдана под офисы.